# Marion Verbruggen
Marion Verbruggen (Amsterdam, 1950) is een Nederlandse blokfluiter en blokfluitleraar. 

## Levensloop
Ze studeerde aan het Amsterdams conservatorium. en daarna aan het Koninklijk Conservatorium (Den Haag) met Frans Brüggen. In 1972 behoorde ze tot de laureaten van de eerste internationale wedstrijd 'Musica Antiqua' voor blokfluit en andere barokinstrumenten, in het kader van het MAfestival Brugge. Ze was ook laureate van de Nicolai Prize voor Nederlandse hedendaagse muziek en van de Erwin Bodky Award voor Oude Muziek.  
Verbruggen gaf over de hele wereld solorecitals en masterclass-blokfluitworkshops. Ze doceert aan het Koninklijk Conservatorium in Den Haag.
Haar internationale reputatie verwierf ze door haar vele concerten in Europa, Noord-Amerika, Afrika, Israël, Japan en Australië. Ze heeft samengewerkt als soliste met Musica Antiqua Köln, Akademie für Alte Musik Berlin, Amsterdam Barokorkest, The Orchestra of the Age of Enlightenment, enz. In kamermuziekensembles werkte ze samen met de klavecimbelspelers Gustav Leonhardt, Bob van Asperen en Ton Koopman, met de cellisten Wieland Kuijken en Jaap ter Linden en de violiste Lucy van Dael. Ze trad vaak op tijdens de festivals oude muziek in Utrecht, Berlijn, Berkeley, Boston en Tel Aviv.

## Discografie
De discografie van Verbruggen bevat onder meer uitvoeringen van 17de-eeuwse Spaanse liederen en theatermuziek en haar eigen transcripties van de suites voor cello van Johann Sebastian Bach.  